# Logistik Zentrum Niedersachsen

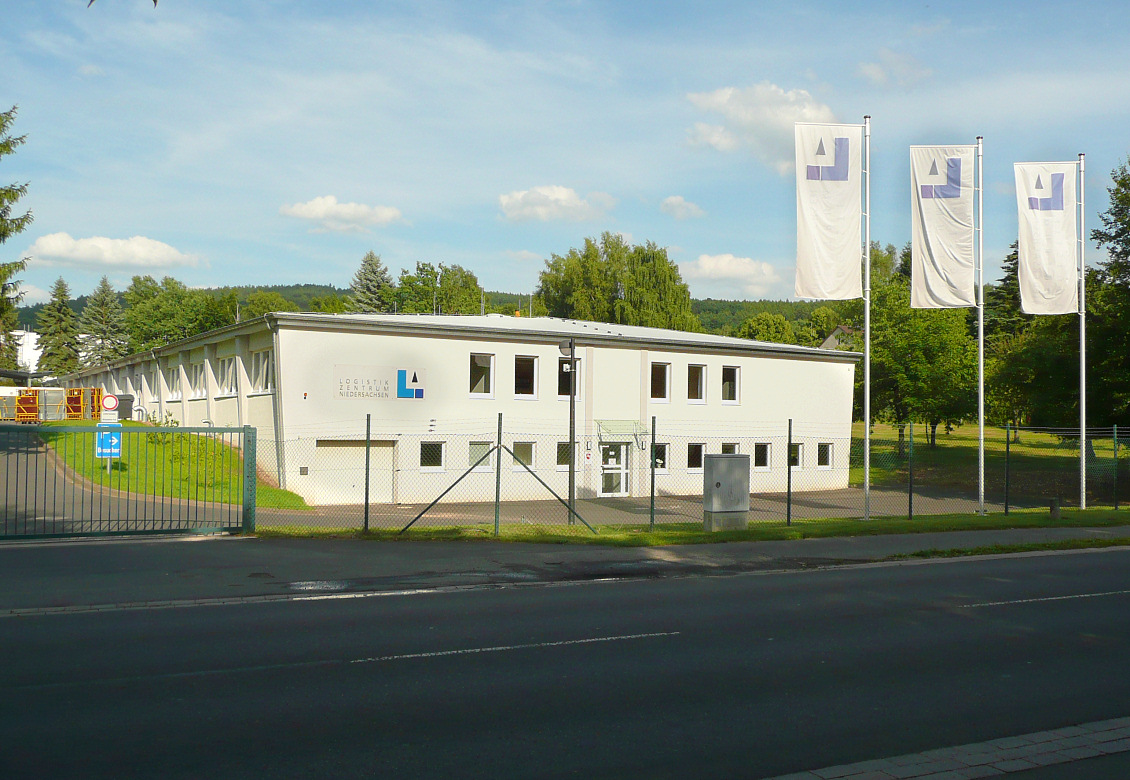
Hauptsitz des Logistikzentrums in Hann. Münden

Das Logistik Zentrum Niedersachsen (LZN) mit Hauptsitz in Hann. Münden und einer Außenstelle in Hannover ist eine zentrale Beschaffungsstelle für Dienst- und Schutzkleidung sowie für Waren. Es nahm am 1. September 2001 seinen Betrieb auf. Seit 2007 beschafft und verteilt das LZN Waren für die gesamte niedersächsische Landesverwaltung.

## Entstehung
Bis 2001 erfolgte die Ausstattung der Polizeivollzugsbeamten mit Polizeiuniformen und Sportbekleidung durch Kleiderkammern bei den einzelnen niedersächsischen Polizeibehörden. 1996 änderte das Niedersächsische Innenministerium das dezentrale Bekleidungswesen der Polizei grundlegend durch landesweite Zentralisation. Mit der Einrichtung des Logistik Zentrums Niedersachsen 2001 erfolgt die Ausstattung als Landesbetrieb unter den Rahmenbedingungen eines Wirtschaftsbetriebes. Es entstand ein Versandhandel. Das LZN als eigenständige Organisation innerhalb der Polizei ist mittlerweile dem Niedersächsischen Innenministerium untergeordnet.

## Aufgaben und Kundenkreis
Hauptaufgabe war anfangs die Beschaffung von Ausrüstungsgegenständen und Dienstbekleidung für die Polizei Niedersachsen. Im Laufe der Zeit kamen weitere Bekleidungskunden hinzu, wie die Länderpolizeien von Hamburg, Bremen, Schleswig-Holstein und Mecklenburg-Vorpommern. Auch werden Justizbedienstete (Justizvollzugsbeamte, Justizwachtmeister) in Niedersachsen, Hamburg, Bremen und Schleswig-Holstein sowie Beschäftigte des Bundesamtes für Güterverkehr sowie Angehörige des Landesbetriebs Hessen-Forst mit Dienstkleidung beliefert. Ein ausländischer Kunde ist die Stadtpolizei von Baden bei Wien in Österreich, die rund 30 Beamte ausstattet.

### Erweiterter Kundenkreis
Ab 2008 wurden die Aufgaben des LZN bedeutend erweitert, in dem es die Beschaffung für weite Teile der niedersächsischen Landesverwaltung übernommen hat. Dazu gehören alle Ministerien.

## Betrieb
Der Hauptsitz des LZN befindet sich in Hann. Münden nahe dem Ortsteil Gimte. Er grenzt unmittelbar an die dortige Zweigstelle der Polizeiakademie Niedersachsen (frühere Landespolizeischule Niedersachsen) an. Das LZN beschäftigt rund 150 Mitarbeiter. Die Kundenbestellungen erfolgen über einen Webshop im Internet. Die Auslieferung erfolgt ähnlich einem Versandhaus mit der Post. Für die Dienstbekleidung wird am Hauptstandort in Hann. Münden ein Warenlager betrieben. Der zentrale Einkauf obliegt der Außenstelle in Hannover. Ausstattungsgegenstände, wie Büromaterialien und Möbel, werden zwar zentral eingekauft, aber die Zulieferung erfolgt durch die Hersteller direkt an die Polizeidienststellen und weiteren Kunden in Niedersachsen.

## Kritik
Das Logistik Zentrum Niedersachsen steht seit Jahren immer wieder in der Kritik wegen langen Lieferzeiten, gestiegenen Preisen und mangelhafter Qualität. Auch die Landespolizei Bayern, die Uniformen vom LZN bezog, beklagte vor allem die mangelnde Qualität der Ware und lange Lieferzeiten. Laut LZN betrug die bayerische Reklamationsquote allerdings nur 0,29 Prozent. Letztlich entschied sich Bayern dazu, ein eigenes Logistikzentrum zu gründen, das 2023 als Logistikzentrum der Bayerischen Polizei im beschränkten Umfang den Betrieb aufnahm.

## Warenangebot
Das Sortiment umfasst mehr als 180.000 Artikel aus 40 Sortimenten:
- Dienstkleidung
- Einsatzbekleidung
- Bekleidung für die Einsatzzwecke Fahrrad, Motorrad, Hubschrauber
- Schuhe, Stiefel, Socken
- Sportartikel
- Ausrüstungsgegenstände für Reiterstaffel, Diensthundeführer
- Büroartikel und -möbel
- Bürotechnik
- IT-Verbrauchsmaterial
- Gebäudeausstattung
- Ausrüstung für Straßen und Autobahnmeistereien
- Werkzeug, Maschinen, Kleinteile
- Hubschrauber
- Kraftfahrzeuge
- Boote